# Carabus piochardi
Carabus (Procrustes) piochardi – gatunek chrząszcza z rodziny biegaczowatych i podrodziny Carabinae.
Gatunek ten został opisany w 1883 lub 1884 roku przez Josepha J. B. Gehina. Klasyfikowny jest w podrodzaju Procrustes, a wcześniej Chaetomelas.
Chrząszcz o ciele długości od 25 do 36 mm. Warga górna podzielona na dwa płaty. Brzegi przedplecza bez punktów szczeciowych. Samce o trzech członach stóp przednich rozszerzonych. Urzeźbienie pokryw złożone z rzędów i punktów.
Zasiedla lasy, zadrzewienia i batha do wysokości 2000 m n.p.m..
Wykazany z północno-wschodniej Turcji, północno-zachodniej Syrii i Libanu i północnego Izraela.
Wyróżnia się 9 podgatunków tego biegacza:
- Carabus piochardi azari Deuve, 1998
- Carabus piochardi bardawilae Deuve, 2002
- Carabus piochardi gezei Deuve, 2002
- Carabus piochardi labruleriei Gehin, 1883
- Carabus piochardi morawitzi Ganglbauer, 1887
- Carabus piochardi pierpaolo Kleinfeld et Rapuzzi, 2004
- Carabus piochardi pinguis Lapouge, 1914
- Carabus piochardi piochardi Gehin, 1883
- Carabus piochardi praestigiator Morawitz, 1886